# Jason Aaron
Jason Aaron (né le 28 janvier 1973) est un auteur de comics américain, connu pour son travail sur des titres comme Thor, The Other Side, Scalped, Ghost Rider, Wolverine et Punisher MAX. Depuis début 2016, Aaron est l'auteur de The Mighty Thor, Doctor Strange, et Star Wars pour Marvel, et Southern Bastards and The Goddamned pour Image.

## Jeunesse
Jason Aaron est né à Jasper, Alabama,,. Son cousin, Gustav Hasford, qui a écrit le roman semi-autobiographique The Short-Timers (1979), sur lequel le long-métrage Full Metal Jacket (1987) s'est basé, à grandement influencé Aaron. Aaron a décidé de devenir auteur de comics quand il était enfant, et même si son père était sceptique quand Aaron l'a informé de ses aspirations, sa mère l'emmène dans des drugstores où il peut acheter des comics, dont certains toujours en sa possession.
Il est allé à l'Université d'Alabama de Birmingham, où il a validé un Bachelor d'Art en anglais.

## Carrière
La carrière de Jason Aaron dans le Comics commence en 2001 quand il gagne un concours de recherche de talents organisé par Marvel Comics avec un script de huit pages pour Wolverine. L'histoire, qui a été publiée dans le Wolverine #175 (Juin 2002), lui donne l'occasion de présenter des idées aux éditeurs.
En 2006, Aaron a envoyé un script à l'aveugle à Vertigo, une filiale de DC Comics, qui a publié sa première œuvre majeure, l'histoire sur la guerre du Vietnam The Other Side, qui a été nommé pour un Prix Eisner pour la « Meilleure Mini-série », et qui d'après Aaron lui a permis de percer dans l'industrie du Comics pour « la seconde fois »,. À la suite de cela, Vertigo lui  demande de proposer d'autres idées, ce qui a permis à la série Scalped de voir le jour, un projet personnel situé dans la fictionnelle réserve Indienne de Prairie Rose dessiné par R. M. Guéra,,.
En 2007, Aaron écrit un épisode pilote de Ripclaw pour Top Cow. Plus tard la même année, l'éditeur de Marvel Axel Alonso, qui avait été impressionné par The Other Side et Scalped, embauche Aaron pour écrire des numéros de Wolverine, Black Panther et éventuellement, continuer la série Ghost Rider commencée en avril 2008. Son travail continue sur Black Panther inclut aussi un tie-in du crossover Marvel Secret Invasion avec David Lapham en 2009.
En janvier 2008, il signe un contrat exclusif avec Marvel sans effet sur son travail sur Scalped,. Plus tard en juillet, il écrit le numéro sur le Pingouin de The Joker's Asylum,.
Après une série de quatre numéros commandés sur Wolverine en 2007, Aaron revient sur le personnage avec la série Wolverine: Weapon X, lancé en même temps que le long-métrage X-Men Origins: Wolverine. Aaron commente : {{citationAvec Wolverine: Weapon X nous allons essayer de mixer un peu les choses d'arc en arc, donc le premier arc et typiquement une histoire façon opération secrète mais le second arc sautera directement au milieu d'un genre complètement différent}}. En 2010, la série est relancée une nouvelle fois sous le simple nom Wolverine. En 2011, et jusqu'à  2014, il est le scénariste de Wolverine and the X-men. En même temps, il continue sur le nouveau lancement de The Incredible Hulk en 2011 et Thor: God of Thunder en 2012. Aaron et l'artiste Mike Deodato collaborent sur la série limitée Original Sin en 2014. Pendant son travail sur Thor, Aaron conçoit la nouvelle version féminine pour Thor et écrit la nouvelle version de la série.
Aaron écrit aussi le comics Star Wars pour Marvel, situé entre Star Wars, épisode IV : Un nouvel espoir et Star Wars, épisode V : L'Empire contre-attaque.

## Vie personnelle
Aaron a déménagé à Kansas City, Kansas en 2000, le jour après la sortie du long-métrage X-Men.
Commentant les thèmes religieux qui parcourent son œuvre, Aaron explique qu'il a grandi en baptiste du sud, mais qu'il a depuis renoncé à la religion : « Je suis athée depuis de nombreuses années, mais je suis resté fasciné par la religion. Bizarrement, je suis devenu plus fasciné par la religion et la foi depuis que j'ai perdu la mienne ».

## Prix et nominations

### Prix
- 2015 : Prix Harvey de la meilleure nouvelle série pour Southern Bastards (avec Jason Latour)
- 2016 : 
  - Prix Eisner de la meilleure série pour Southern Bastards (avec Jason Latour) ; du meilleur scénariste pour Southern Bastards, Men of Wrath, Doctor Strange, Star Wars et Thor
  - Prix Inkpot

### Nominations
- 2007 : Prix Eisner de la meilleure mini-série pour The Other Side[7].
- 2015 : Prix Eisner du meilleur scénariste pour Southern Bastards, Original Sin, Thor et Men of Wrath ; de la meilleure série pour Southern Bastards.
- 2015 : Prix Harvey du meilleur scénariste pour Southern Bastards.